# Sara Capretti
Sara Capretti (* 16. Juni 1967 in Solothurn) ist eine Schweizer Schauspielerin.

## Leben
Sara Capretti besuchte von 1985 bis 1989 das Konservatorium für Musik und Theater in Bern. Danach hatte sie ihr erstes festes Engagement am Schauspielhaus Zürich. Seither arbeitete sie freischaffend u. a. am Stadttheater Bern oder am Theater Neumarkt in Zürich. Erste Filmerfahrungen machte sie in Fredi M. Murers Film Vollmond. Des Weiteren spielte sie an der Seite von Mathias Gnädinger in Sternenberg und in der TV-Soap Lüthi und Blanc eine Ehe-Therapeutin.
Capretti arbeitet heute als Masseurin in ihrem eigenen Geschäft in Solothurn, tritt aber vereinzelt noch in Theater-, Film- und Fernsehproduktionen auf, wie in einer Folge der Krimi-Serie Der Bestatter.

## Filmografie
- 1998: Vollmond
- 2001: Tod durch Entlassung
- 2004: Flamingo (Fernsehserie)
- 2004: Sternenberg
- 2004: Ich werde immer bei euch sein
- 2005–2006: Lüthi und Blanc (Fernsehserie)
- 2010: Zwerge sprengen
- 2014: Nebelgrind
- 2016: Tatort: Freitod
- 2018: Der Bestatter (Fernsehserie, Folge Der begrabene Hund)

## Theater (Auswahl)
- 1989: Ein Klotz am Bein
- 1989: Tartuffe
- 1991: Der Raub der Sabinerinnen
- 1994: Blick zurück im Zorn
- 1994: Minna von Barnhelm
- 1996: Giulietta degli spiriti
- 2009: Tie Break

## Auszeichnungen
- 1990: O.-E.-Hasse-Preis der Akademie der Künste, Bern
- 1995: Kulturpreis der Bürgi-Willert-Stiftung